# لئون هابرختس
لئون هابرختس (انگلیسی: Léon Huybrechts; ۱۱ فوریه ۱۸۷۶ – ۹ فوریه ۱۹۵۶) قایقران قایق بادبانی اهل بلژیک بود.